# Alto Paraguay
Le département de l'Alto Paraguay (français : Haut-Paraguay) est une subdivision du Paraguay.

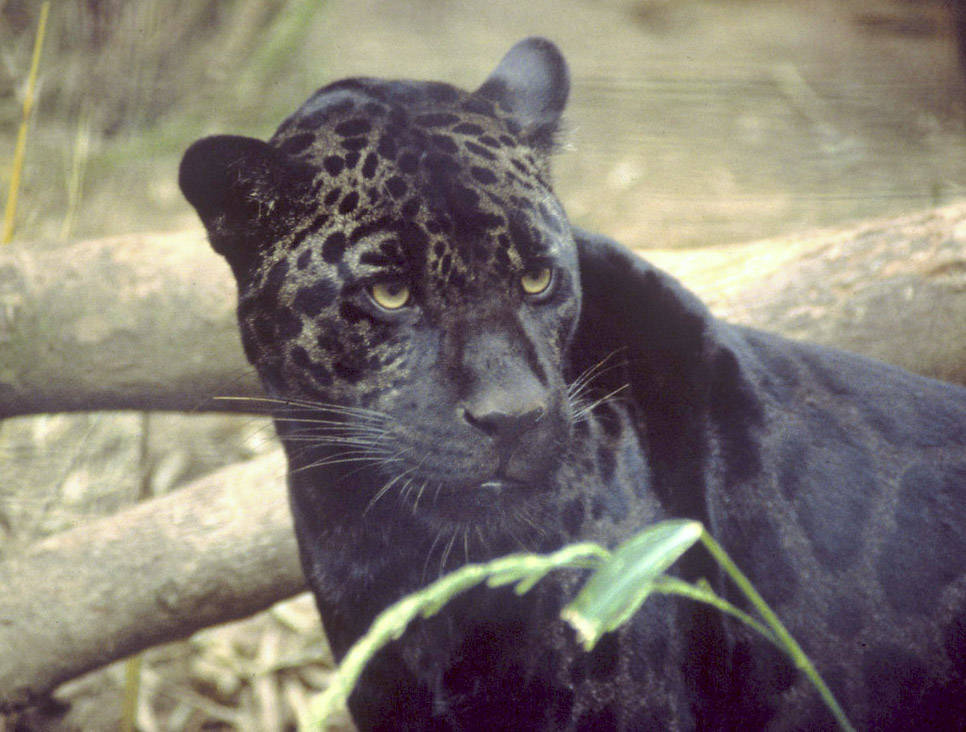
Le Jaguar habite tous les parcs nationaux du Haut Paraguay

## Description
La capitale est Fuerte Olimpo. En 1992, le département du Chaco a fusionné avec celui de l'Alto Paraguay, recréant ainsi le département d'Olimpo tel qu'il existait avant 1945.

## Districts
Ce département est divisé en 3 districts :
1. Fuerte Olimpo
2. La Victoria
3. Mayor Pablo Lagerenza